# Фра Джованни Джокондо
Фра Джованни Джокондо (итал. Fra Giovanni Giocondo, другое имя — Джованни да Верона; род. ок. 1433, Верона — 1 июля 1515, Рим) — итальянский гуманист и эрудит, архитектор, инженер, археолог, писатель и антиквар, чьи проекты и теоретические сочинения отражают переход в архитектуре от раннего к высокому Ренессансу. Архитектор многих важных построек в Италии.

## Биография
Джованни Джокондо стал монахом доминиканского ордена в 18 лет. Изучал архитектуру и памятники античной архитектуры в Риме, там же увлёкся сочинением древнеримского зодчего Витрувия «Десять книг об архитектуре».
В 1489 году герцог Калабрии Альфонсо II Неаполитанский пригласил фра Джованни в Неаполь, где поручил ему археологические раскопки в Геркулануме. Фра Джованни Джокондо консультировал местных строителей фортификационных сооружений и дорог, оказывал помощь в планировке садов виллы в Поджо Реале (Poggio Reale — Королевский холм), построенной Джулиано да Майано в Неаполе (вилла не сохранилась).
В 1496 году французский король Людовик XII пригласил фра Джованни в Париж. Во Франции итальянский архитектор способствовал распространению ренессансной архитектуры и построил, среди прочего, два моста через Сену (один из них — мост Нотр-Дам, 1500—1504). Фра Джованни разработал планы замка Гайон (фр. Château de Gaillon) в Нормандии и приобрёл известность под французским именем — Жан Жоконд (фр. Jean Joconde).
После возвращения в Италию архитектор работал в Венеции над оставшимися нереализованными из-за недостатка средств проектами перестройки Фондако деи Тедески (Немецкого подворья) на Большом канале и пострадавшего от пожара моста Риальто. Одно из главных произведений Фра Джокондо — Палаццо дель Консильо в Вероне (итал. Loggia del Consiglio), — блестящее, весьма характеристичное здание стиля североитальянского Возрождения.
Фра Джокондо был специалистом по гидравлическим сооружениям; посредством строительства канала он отрегулировал течение реки Бренты близ Венеции и реки Пьеве возле города Тревизо, который он окружил укреплениями. Папа римский Лев X вызвал Фра Джокондо для помощи Джулиано да Сангалло и Рафаэлю Санти в строительстве собора святого Петра. От него потребовалась помощь как специалиста по статическим напряжениям, поскольку сваи, положенные в основание постройки подвергались деформации.

## Публикации
В 1508 году фра Джованни Джокондо осуществил издание собрания писем Плиния Младшего по рукописи, найденной в Парижской библиотеке. В 1511 году в Венеции опубликовал первый перевод на итальянский язык Десятой книги трактата древнеримского архитектора Витрувия «Десять книг об архитектуре» (De architectura libri decem), в 1517 году — комментарии к запискам Гая Юлия Цезаря.